# Cheddar Man

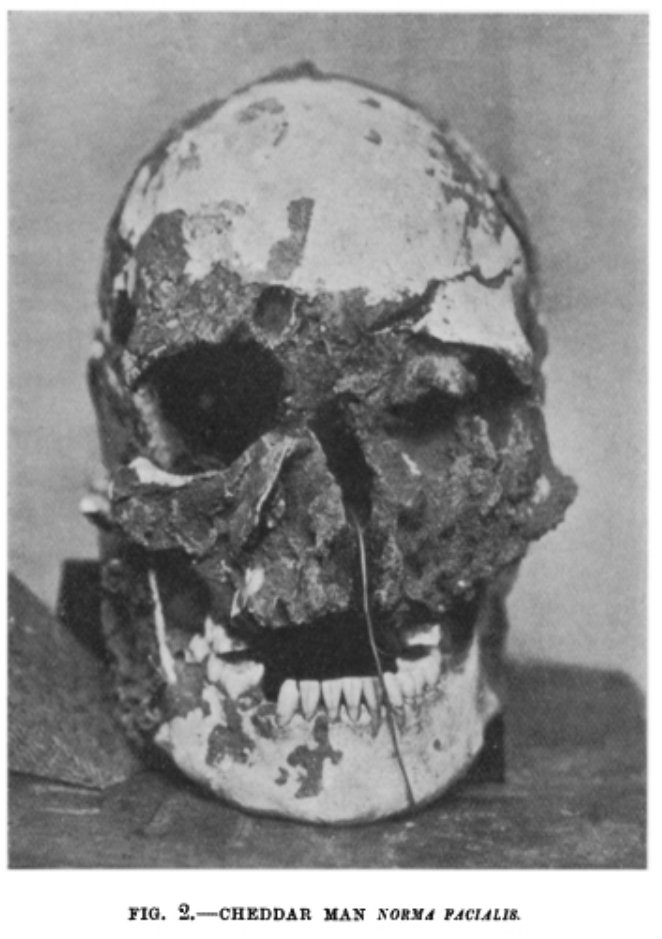
Der Schädel von Cheddar Man. Abbildung aus der Erstbeschreibung (1914)

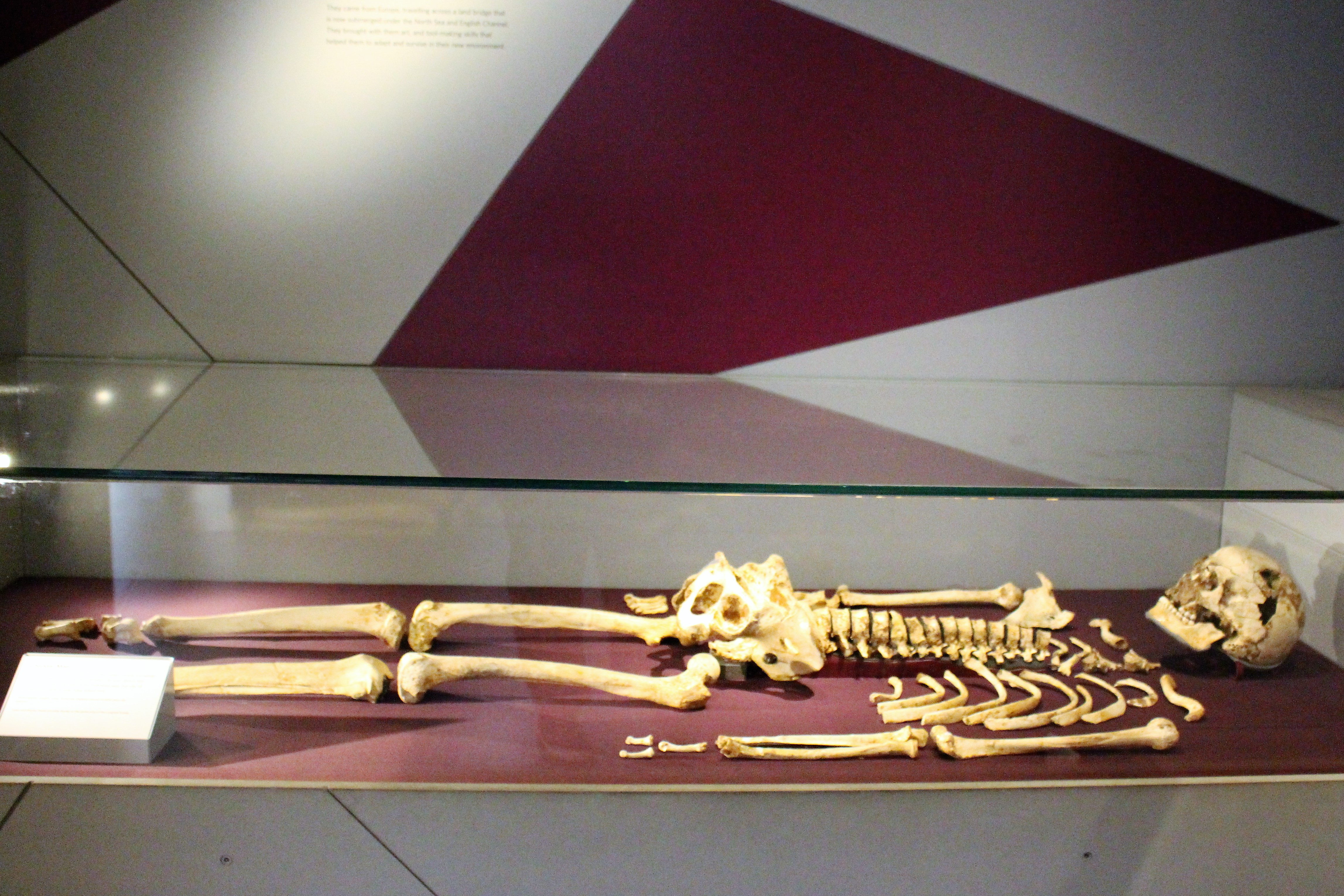
Erhaltenes Skelett des Cheddar Man

Als Cheddar Man wird das rund 10.000 Jahre alte, weitgehend erhaltene Skelett eines Mannes bezeichnet, das 1903 in Gough’s Cave in Somerset (England) entdeckt und 1904 erstmals wissenschaftlich beschrieben wurde. 1934 wurden weitere Knochen entdeckt, die Rekonstruktion des Skeletts dauerte bis 1937. Der Cheddar Man starb im Alter von ungefähr 23 Jahren.
Das Skelett wurde zum Symbol für den Beginn der bis in die Gegenwart reichenden, ununterbrochenen Besiedelung der Insel Großbritannien durch den anatomisch modernen Menschen (Homo sapiens) nach dem Ende der letzten Kaltzeit. Tatsächlich reicht die Besiedelung der Insel wesentlich weiter zurück, wie u. a. mehrere in der gleichen Höhle entdeckte menschliche Schädeldecken belegen, die rund 14.700 Jahre alt sind (cal BP) und nach dem Tod der Personen rituell bearbeitet wurden.
Verwahrort der Funde des Cheddar Man ist das Natural History Museum in London.

## Namensgebung
Der Cheddar Man wurde nach seinem Fundort in der Felsschlucht Cheddar Gorge, benannt, die in der Nähe des Dorfes Cheddar liegt.

## Datierung
2011 wurden in einer Übersichtsarbeit zwei Datierungen benannt, die mit Hilfe der Radiokarbonmethode gewonnen worden waren und ein kalibriertes Alter (cal BP) von 10.490 bis 9.940 bzw. 10.420 bis 10.180 Jahren vor heute belegt hatten. Gleichwohl wurde auch danach gelegentlich noch das in der gleichen Studie erwähnte, unkalibrierte Rohdatum – aus dem jedoch kein kalendarischer Wert hervorgeht – von rund 9100 ± 100 Jahren als Altersangabe gewählt.

## aDNA-Analyse

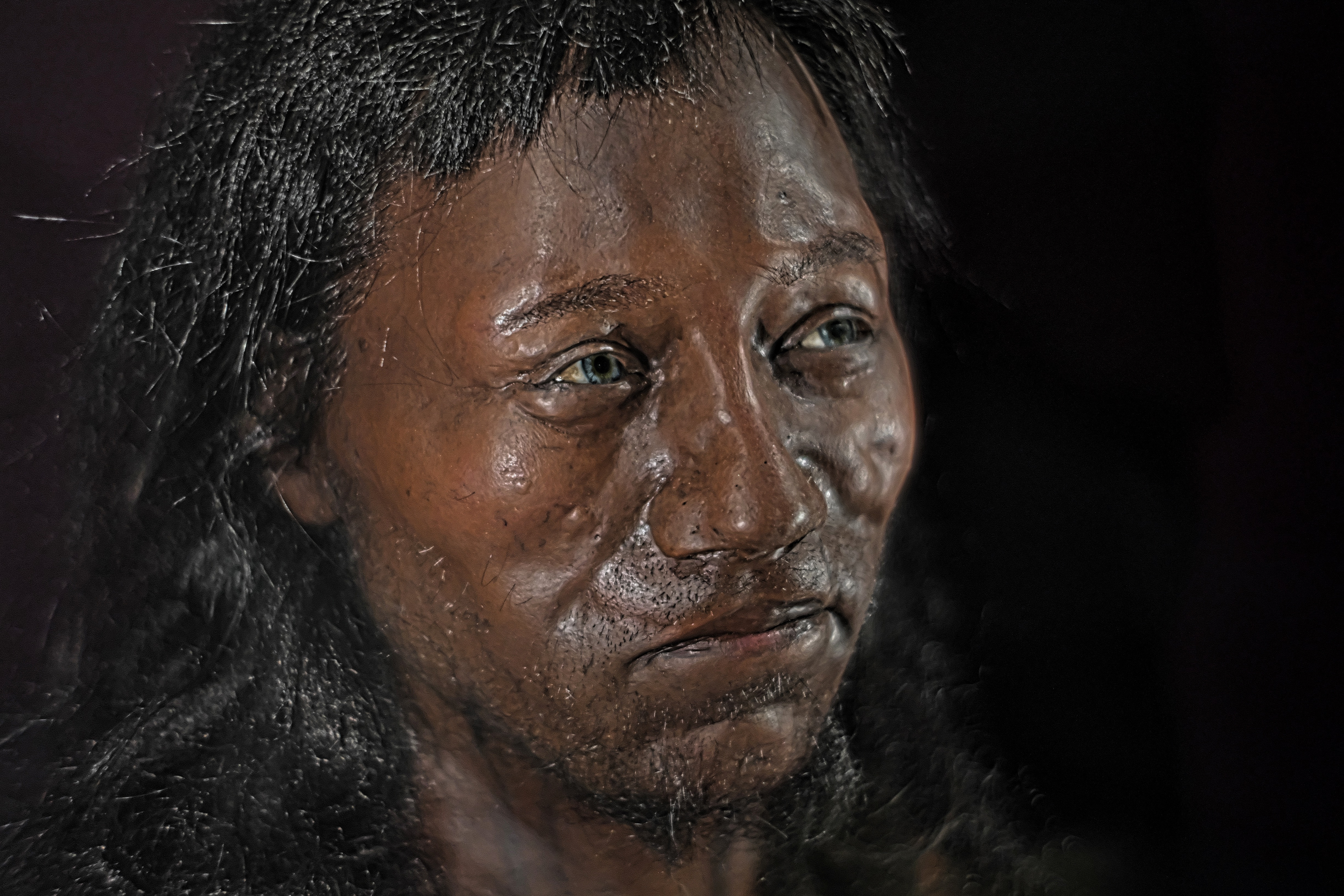
Rekonstruierter Kopf des Cheddar-Mannes basierend auf der Form seines Schädels und DNA-Analyse, ausgestellt im Natural History Museum in London (2019)

2019 wurde in der Fachzeitschrift Nature Ecology & Evolution berichtet, es sei u. a. gelungen, das Genom – die aDNA – des Cheddar Man und von fünf weiteren britischen Knochenfunden aus der Mittelsteinzeit teilweise zu rekonstruieren. Das Ergebnis dieser Genanalyse fassten die Forscher so zusammen: „Wir schließen daraus, dass der Cheddar-Mann höchstwahrscheinlich blaue/grüne Augen, dunkelbraunes (möglicherweise schwarzes) Haar und dunkle oder dunkel bis schwarze Haut hatte.“ Mit Stand 2018 ist der wissenschaftliche Konsens, dass die in Europa lebenden Bevölkerungen im Laufe der Zeit eine hellere Hautfarbe bekamen, weil helle Haut mehr Sonnenlicht absorbiert, das zur Produktion von ausreichend Vitamin D erforderlich ist. Es gibt eine Handvoll genetischer Variationen, die mit hellerer Haut in Verbindung gebracht werden; in der Studie wurde festgestellt, dass der Cheddar-Mann „vorzeitliche“ Versionen all dieser Gene hatte, was stark darauf hindeutet, dass er einen „dunklen bis schwarzen“ Hautton gehabt haben muss, aber in Kombination mit blauen Augen.

## Belege
1. ↑  Henry Nathaniel Davies: The Discovery of Human Remains under the Stalagmite-Floor of Gough's Cavern, Cheddar. In: Quarterly Journal of the Geological Society. Band 60, 1904, S. 335–348, doi:10.1144/GSL.JGS.1904.060.01-04.27.
2. ↑  Chris Stringer: The hominid remains from Gough’s Cave. In: Proceedings of the Bristol Spelaeological Society. Band 17, Nr. 2, 1985, S. 145–152, Volltext (PDF).
3. ↑  Silvia M. Bello, Simon A. Parfitt und Chris Stringer: Earliest Directly-Dated Human Skull-Cups. In: PLOS ONE. Band 6, Nr. 2, 2011, e17026, doi:10.1371/journal.pone.0017026 
Cheddar cave dwellers ate their dead and turned their skulls into cups. Auf: theguardian.com vom 16. Februar 2011.
4. ↑  Christopher Meiklejohn et al.: Radiocarbon dating of Mesolithic human remains in Great Britain. In: Mesolithic Miscellany. Band 21, Nr. 2, 2011, S. 20–58.
5. ↑  Briton Is Kin of Stone Age ‚Cheddar Man‘. (Memento vom 20. August 2013 im Internet Archive). Im Original publiziert auf latimes.com vom 9. März 1997.
6. ↑  Selina Brace, Yoan Diekmann, Thomas J. Booth et al.: Ancient genomes indicate population replacement in Early Neolithic Britain. In: Nature Ecology & Evolution. Band 3, 765–771, 2019, doi:10.1038/s41559-019-0871-9.
7. ↑  Kenneth Brophy: The Brexit hypothesis and prehistory. In: Antiquity. Band 92, Nr. 366, Dezember 2018, ISSN 0003-598X, S. 1650–1658, doi:10.15184/aqy.2018.160 (cambridge.org [abgerufen am 24. November 2024]).
8. ↑  Hannah Devlin, Hannah Devlin Science correspondent: First modern Britons had 'dark to black' skin, Cheddar Man DNA analysis reveals. In: The Guardian. 7. Februar 2018, ISSN 0261-3077 (theguardian.com [abgerufen am 24. November 2024]).
9. ↑  Chantal Conneller: The Mesolithic in Britain: Landscape and Society in Times of Change. Routledge, 2021, ISBN 978-1-000-47515-9, S. 126.

| Personendaten    | Personendaten                |
| ---------------- | ---------------------------- |
| NAME             | Cheddar Man                  |
| KURZBESCHREIBUNG | Hominines Fossil             |
| GEBURTSDATUM     | um 7150 v. Chr.              |
| STERBEDATUM      | um 7150 v. Chr.              |
| STERBEORT        | bei Somerset, Großbritannien |